# CEVA Logistics
CEVA Logistics — всесвітня  компанія з логістики та постачання як управління вантажними перевезеннями, так і контрактної логістики, що здобуває дохід у розмірі 7 млрд. дол. Головний офіс компанії знаходиться в місті Баар, Швейцарія, який був заснований в 2007 році в якості злиття TNT Logistics та EGL Eagle Global Logistics. На початку травня 2018 року в CEVA працювало понад 56 000 співробітників, що працювали в 17 регіональних кластерах, що працюють із 160 країн світу.
CEVA Logistics також оголосила про план IPO у квітні 2018 року. Де Credit Suisse та Morgan Stanley були призначені бухгалтерами, а Deutsche Bank, UBS, Berenberg та HSBC також проводять роботу над IPO.  Також CEVA почала торгувати на біржі SIX Swiss Exchange 4 травня 2018.
Французька компанія CMA CGM Group, яка займається перевезенням контейнерів, придбала CEVA Logistics. Після поглинання CMA CGM Group володіла 97,89% випущених акцій та прав голосу CEVA після врегулювання тендерних акцій CEVA, плануючи вилучити CEVA з Цюріхських фондових бірж.
Генеральним директором CEVA Logistics у січні 2020 року був оголошений Матьє Фрідберг.
CEVA Logistics запустила план розширення африканського ринку з трьох частин у середині червня 2020 року.